# Glamb
A Glamb (グラム) japán divatmárka, melyet 2003-ban alapított Furuja Kan divattervező. A márka koncepciója a „Grunge for Luxury”, amely a grunge stílus „elegáns lényegére” utal.

## Áttekintés
A márkát 2003 decemberében alapította Furuja Kan divattervező a kanadai Vancouverben. 2004 áprilisában átkerült a Glamb főüzlete Japánba, illetve országszerte 30 üzletet nyitottak. A cég 2005 augusztusában megtartotta az első divatbemutatóját, majd szeptemberben Haradzsukuban zászlóshajó üzletet nyitott, amit viszont 2008 áprilisában áthelyeztek Sibujába.
A márka székhelye és zászlóshajó üzlete Tokió Sibuja kerületének Dzsingumae területén van. A Glamb az angol glamour (ragyogás) és lamb (bárány) szavak összerántásából ered. A márkát az évek folyamán olyan japán hírességek népszerűsítették, mint Acidman, Fukami Motoki, Fukava Rjó, Funajama Kumiko, Hidaka Micuhiro, Hinagata Akiko, Jagucsi Mari, Kanai Maszato, Kaneko Nobuaki, Kavakami Rjóhei,  a Scandal vagy Szaszaki Nozomi.